# Солонянська селищна територіальна громада
Солонянська селищна громада — територіальна громада в Україні, в Дніпровському районі Дніпропетровської області. Адміністративний центр — селище Солоне.
Площа громади — 295 км², населення — 13 988 мешканців (2018).
Утворена 14 серпня 2015 року шляхом об'єднання Солонянської селищної ради та Василівської, Малозахаринської, Широчанської сільських рад Солонянського району.
З 2021 року  до складу громади додано території Башмачанської, Військової, Микільської, Письмечівської, Привільнянської, Сурсько-Михайлівської  сільських рад. 

## Населені пункти
До складу громади входять 51 населений пункт — 2 селища і 49 сіл:
| Населений пункт      | Населення (2021) |
| -------------------- | ---------------- |
| Солоне               | 7686             |
| Антонівка            | 37               |
| Аполлонівка          | 1430             |
| Башмачка             | 1445             |
| Безбородькове        | 312              |
| Богданівка           | 126              |
| Василівка            | 1072             |
| Вишневе              | 39               |
| Військове            | 768              |
| Вовніги              | 126              |
| Гайдамацьке          | 208              |
| Гончарка             | 231              |
| Гроза                | 43               |
| Дніпровське          | 215              |
| Дороганівка          | 52               |
| Звонецьке            | 295              |
| Звонецький Хутір     | 367              |
| Калинівка            | 462              |
| Кам'яне              | 645              |
| Кам'яно-Зубилівка    | 22               |
| Квітневе             | 144              |
| Круте                | 84               |
| Любимівка            | 219              |
| Любов                | 16               |
| Малинівка            | 175              |
| Малозахарине         | 193              |
| Маяк                 | 374              |
| Микільське           | 280              |
| Микільське-на-Дніпрі | 719              |
| Надіївка             | 1141             |
| Новоселівка          | 74               |
| Новотарасівка        | 34               |
| Новотернуватка       | 34               |
| Олексіївка           | 17               |
| Оріхове              | 434              |
| Панькове             | 141              |
| Петрівське           | 195              |
| Петро-Свистунове     | 5                |
| Письмечеве           | 406              |
| Привільне            | 1103             |
| Пшеничне             | 84               |
| Сергіївка            | 103              |
| Сонячне              | 118              |
| Стародніпровське     | 56               |
| Сурсько-Михайлівка   | 2539             |
| Тритузне             | 439              |
| Трудолюбівка         | 77               |
| Червонокам'яне       | 44               |
| Шестипілля           | 108              |
| Широке               | 654              |
| Широкополе           | 107              |